# Шевченко, Алексей Олегович
Алексе́й Оле́гович Шевче́нко (род. 9 сентября 1972 года) — российский кардиолог, трансплантолог, профессор РАН (2016), член-корреспондент РАН (2016).

## Биография
Родился 9 сентября 1972 года.
В 1993 году — окончил Московский институт радиотехники, электроники и автоматики, специальность «автоматика и телемеханика».
В 1998 году — окончил Российский государственный медицинский университет (РГМУ имени Н. И. Пирогова), специальность «лечебное дело», а 2000 году — клиническую ординатуру по специальности «кардиология» в Государственном научно-исследовательском центре профилактической медицины (ГНИЦ ПМ).
В 2002 году — защитил кандидатскую диссертацию, тема: «Негативное ремоделирование коронарных артерий после ангиопластики и стентирования и особенности защитных систем организма у больных ИБС».
С 2000 по 2002 годы — врач-кардиолог отделения рентгенохирургических методов диагностики и лечения ССЗ ГНИЦ ПМ.
С 2002 по 2007 годы — ассистент кафедры кардиологии факультета усовершенствования врачей РГМУ.
В 2007 году — защитил докторскую диссертацию, тема: «Активность воспаления, тромбообразования и эндогенной деструкции при атеросклерозе».
В 2007 году стал профессором кафедры кардиологии факультета усовершенствования врачей РГМУ.
В январе 2016 года — присвоено учёное звание профессора РАН.
В октябре 2016 года — избран членом-корреспондентом РАН.
Автор более 160 печатных работ, 4 монографий.
В настоящее время — профессор кафедры трансплантологии и искусственных органов РГМУ.